# M84 (граната)
M84 в даний час знаходиться на озброєнні армії США. При детонації вона інтенсивно випромінює гучний «вибух» в 170—180 децибелах і сліпучий спалах більше одного мільйона кандел в радіусі дії(1.5м), достатній, щоб викликати негайну сліпоту, глухоту, шум у вухах і втрату рівноваги. Дія гранати викликає дезорієнтацію, сплутаність свідомості і втрату координації та рівноваги. У той час як ці ефекти призначені для тимчасової дії, існує ризик каліцтва або навіть смерті. Отже, M84 класифікується як не смертельна зброя.

## Дизайн

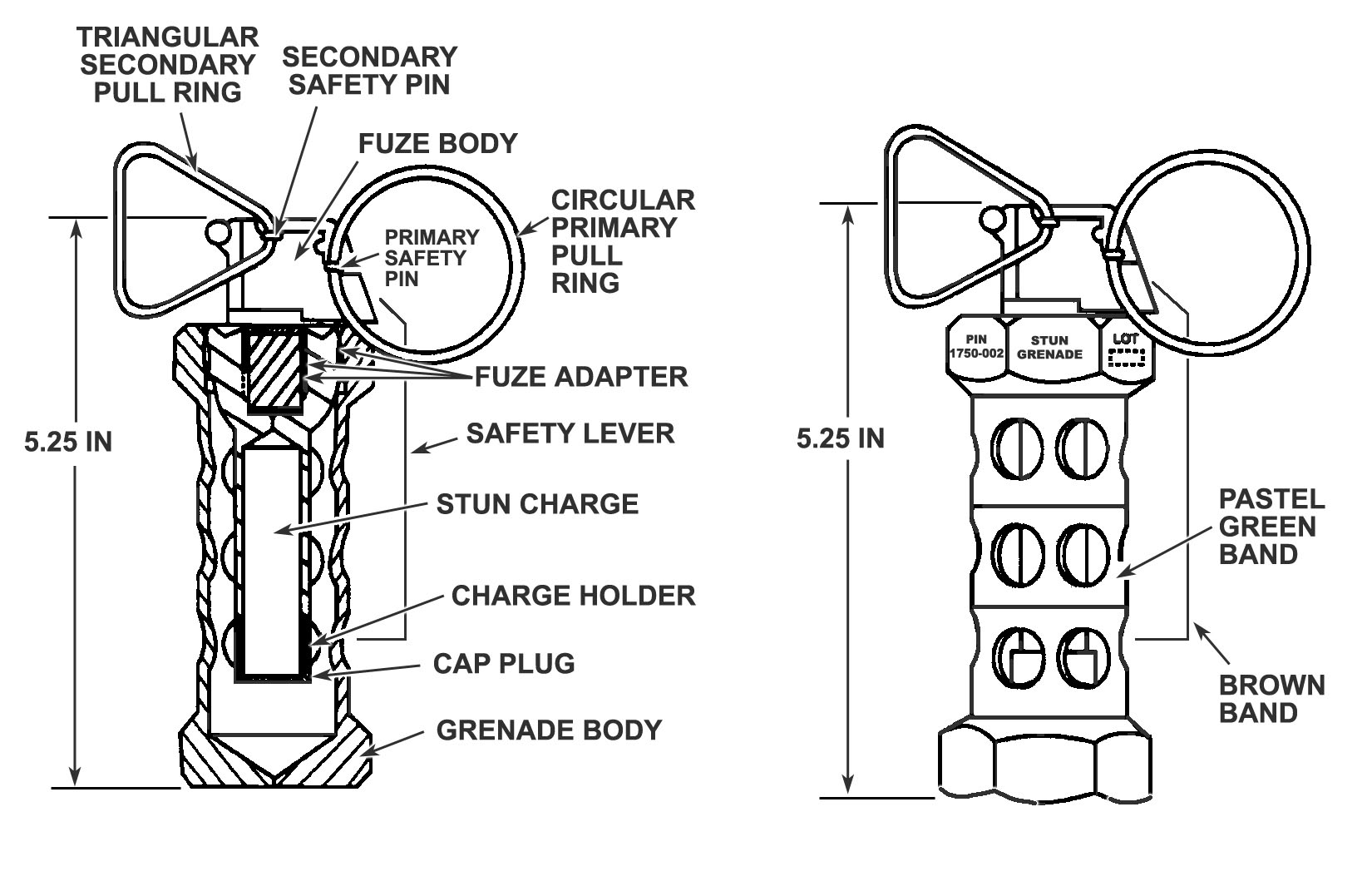

M84 містить магній в основі піротехнічного заряду всередині тонкого алюмінієвого контейнера, що міститься всередині перфорованої оболонки з литої сталі. На відміну від традиційних вибухових речовин в основі більшості боєприпасів, піротехнічний заряд створює дозвукову дефлаграцію, яка не є надзвуковою детонацією, зводячи до мінімуму вплив ударної хвилі. При ініціації, внутрішній алюмінієвий корпус призначений для активації піротехнічного з'єднання тільки з дозволеними слуховими і зоровими елементами дефлаграції, щоб уникнути через перфорацію в гіпсі зовнішнього корпусу. Така конструкція зводить до мінімуму ризик побічної шкоди у зв'язку з полум'ям вибуху і незатребуваних фрагментів внутрішнього корпусу.
Вона призначена для кидків у закритих приміщеннях, щоб відвернути і тимчасово вивести з ладу живу силу противника для більш легкого захоплення, або при ризику супутнього збитку під час війни в міських умовах або при порятунку заручників в операціях без використання традиційно смертельної і руйнівної зброї та фугасних боєприпасів. Доктрина армії США закликає до використання M84, які повинні використовуватися «під час операцій по зачистці будівель та окремих кімнат, при присутності заручників, або для раптового штурму».
Тим не менш, у той час як M84, як правило, не в змозі запалити папір або тканини, вона все ще може запалити надзвичайно горючі рідини або пари (наприклад, пари концентрованого бензину або діетилового етеру) в безпосередній близькості від гранати.